# Robert Herbin
Pour les articles homonymes, voir Herbin.
Robert Herbin, né le 30 mars 1939 à Paris (19e) et mort le 27 avril 2020 à Saint-Priest-en-Jarez (Loire), est un joueur international français puis entraîneur de football. Il a accompli toute sa carrière de joueur (1957-1972, plus un match en 1975) et la majeure partie (1972-1983) de sa carrière d'entraîneur à l'AS Saint-Étienne. 
Bâtisseur des grands « Verts » qui atteignirent la finale de la Coupe des clubs champions européens 1975-1976, il est l'un des grands personnages de l'histoire du football français.

## Biographie

### Enfance et formation
Robert Herbin naît à Paris, au 99, quai de la Loire, sur les bords du canal de l'Ourcq. Il a un frère aîné et deux sœurs. Son père, aussi prénommé Robert, est musicien professionnel. Le jeune Robert conservera de ce milieu familial un amour non feint pour la musique classique qui l’accompagnera jusqu’à ses derniers jours.
À l'inauguration du nouvel opéra de Nice, Robert Herbin père est engagé comme premier tromboniste. Le 1er avril 1947, la famille Herbin s’installe dans la capitale azuréenne au 15, avenue Saint-Lambert. Le jeune « Roby » vient alors de fêter ses huit ans. Il fait ses débuts de footballeur dans l'équipe de la paroisse Jeanne-d'Arc puis signe sa première licence au Cavigal de Nice à l'âge de onze ans, dans la foulée de son grand frère dont le talent est remarqué en premier.
Mais c'est Robert qui prend assez vite l’ascendant. Il est le capitaine de l'équipe junior du Cavigal 1956-1957, qui termine deuxième du challenge junior du Sud-Est derrière l'OGC Nice. Il est sélectionné en équipe de France junior et termine troisième du Championnat d'Europe junior 1957. Il évolue alors au poste de défenseur central, numéro 5 dans le système WM qui domine le football des années 1950. À l’été 1957, Herbin effectue un essai à l’OGC Nice, à l’époque l’une des meilleures équipes françaises, mais c’est Pierre Garonnaire, le mythique recruteur de l’AS Saint-Étienne fraîchement sacrée championne de France, qui emporte la mise et convainc Herbin de prendre la direction du Forez, dans la Loire  où il effectuera toute sa carrière professionnelle.

### Joueur de l'AS Saint-Étienne

Herbin, milieu de terrain (jaune) dans le 4-2-4.

Athlète complet, doté d’une remarquable détente et d’un excellent jeu de tête, Herbin s’impose rapidement comme titulaire en défense centrale. Lors de la saison 1962-1963 où les Verts viennent de descendre en Division 2, Herbin termine même meilleur buteur de l'équipe qui remporte le championnat et remonte dans l'élite. La saison suivante, avec l’émergence du 4-2-4 qui supplante le WM et exige une grande mobilité des deux « demis », l’entraîneur stéphanois Jean Snella déplace Herbin dans l’entrejeu où son souffle et son efficacité à la récupération font merveille. Herbin continuera à ce poste jusqu’à la fin de la décennie, formant avec René Ferrier puis Rachid Mekhloufi l’un des meilleurs milieux de terrain de France. Il fait à l’occasion admirer une belle frappe de balle, capable d’appuis précis de trente mètres comme de puissants tirs au but à longue portée.
Sa force de caractère fait d’Herbin l'un des piliers de la première génération du grand Saint-Étienne, quadruple champion de France consécutif de 1967 à 1970. Pierre Repellini se souvient en 2020 : « Il a, au fil de cette première carrière, remporté quatre titres de Champion de France avec des coéquipiers qui incarnaient quelque chose et avaient un sacré tempérament. Roby était au cœur de ça puisqu'il était capitaine ». Il ne connaît dans sa carrière qu’une seule blessure grave, subie au genou avec l’équipe de France en Coupe du monde 1966. Herbin en gardera quelques séquelles qui limiteront prématurément son volume de jeu.
Lors de la saison 1969-70, l'entraîneur des Verts Albert Batteux, peu satisfait de sa charnière centrale dans le jeu aérien, fait revenir Herbin au poste de ses débuts, en défense centrale, aux côtés de Bernard Bosquier. L'association est un succès et Gilbert Gress, son coéquipier en équipe de France et un excellent milieu lui aussi, l’évoque ainsi cinquante ans plus tard : « Dans les années 1960, Roby, c'était un milieu de terrain reconverti en défenseur central. Il avait ce souci de sortir le ballon proprement. C'était une époque où, en France, quand on faisait une passe latérale, ça sifflait de tous les côtés. Il fallait balancer le ballon devant ! (...) Roby, il avait une très bonne technique et un très bon jeu de tête, ce qui faisait de lui un libéro comme Beckenbauer ».

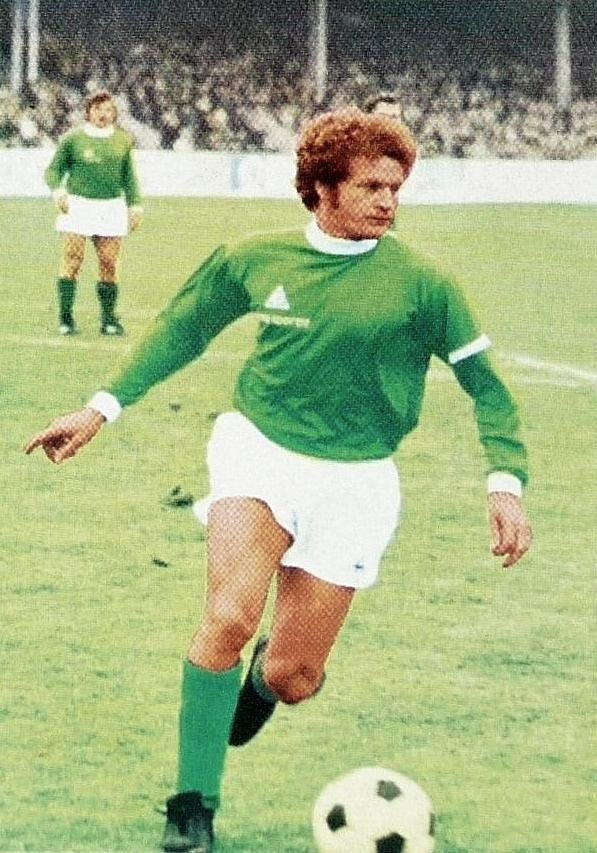
Robert Herbin en 1971.

Le 31 mars 1971, Herbin fait partie de la sélection composée de joueurs de Saint-Étienne et de l'Olympique de Marseille, les deux meilleures équipes françaises de l'époque, qui affronte le club brésilien de Santos (avec dans ses rangs Pelé) lors d'un match amical au stade Yves-du-Manoir de Colombes devant 30 000 spectateurs. Les Français remportent cette « Coupe Télé 7 jours » 3-1, Herbin est alors au sommet de sa carrière.
Au printemps 1972, Batteux, dont les relations avec son président Roger Rocher se sont dégradées à la suite de l’affaire Carnus-Bosquier la saison précédente, annonce son intention de passer la main. Il propose Herbin pour lui succéder, dans la tradition de continuité et de cooptation qui est celle des Verts de ces années-là. Bien qu’encore capable de plusieurs saisons au plus haut niveau, Herbin, qui a passé ses diplômes d’éducateur dès 1970, accepte et arrête sa carrière de joueur à l’intersaison 1972, à trente-trois ans seulement. Il rechaussera toutefois les crampons une dernière fois, à trente-six ans, à l’ultime journée de la saison 1974-1975. Les « Verts » étant déjà mathématiquement champions de France, Herbin se sélectionne à domicile le 3 juin 1975, face à Troyes, en tant qu'arrière central. À la demande de ses joueurs, il inscrit le dernier des cinq buts stéphanois sur penalty (5-1), faisant de lui l'un des rares entraîneurs-joueurs sacrés champions. Au total, Robert Herbin aura disputé 492 matches professionnels, tous sous la tunique verte et comme titulaire.
En 2022, le magazine So Foot le classe dans le top 1000 des meilleurs joueurs du championnat de France, à la 86e place.

### Avec l'équipe de France
Dès la fin de sa troisième saison professionnelle, Robert Herbin fait ses débuts en équipe de France, le 6 juillet 1960 lors de la réception de la Yougoslavie pour la demi-finale de la première Coupe d'Europe des Nations. Au Parc des Princes, la sélection joue avec la paire Marcel-Herbin en défense centrale mais s'incline (4-5). Les « Bleus » terminent quatrième de ce championnat d'Europe 1960.
Il faut attendre 1963 pour voir Herbin connaître sa première victoire en bleu à l'occasion de sa troisième cape, le 27 février 1963, face à l'Angleterre en qualification pour l'Euro 1964 (5-2). Non qualifiée pour la Coupe du monde l’année précédente, l’équipe de France entame une longue traversée du désert qui limitera la carrière et la renommée internationales de toute la génération dont Herbin fait partie. Celui-ci inscrit dans cette période son premier but avec les Bleus lors de sa sixième sélection face à la Bulgarie, toujours en éliminatoires de l’Euro 1964, d’un splendide tir de vingt-cinq mètres (score final 3-1).
Herbin participe à la Coupe du monde 1966 en Angleterre où l'équipe de France déçoit, éliminée au premier tour après deux défaites (face à l'Angleterre, futur champion, et à l'Uruguay) et un match nul (face au Mexique). Durant cette compétition, il est gravement blessé au genou par l’Anglais Nobby Stiles dans un choc aux allures d’attentat. Revenu au plus haut niveau, Herbin connaît sa vingt-troisième et dernière sélection contre l'Espagne en match amical au stade Gerland le 17 octobre 1968. Associé au milieu à son coéquipier de club Aimé Jacquet, Herbin est pour l’occasion — avec Bernard Bosquier, un autre Vert, et le Lyonnais Jean Djorkaeff — le plus capé d’une formation qui s’incline 3-1 ce soir-là.

### Entraîneur de l'AS Saint-Étienne
En dépit de son jeune âge pour le poste, Herbin assoit très vite sa légitimité sur le banc par son autorité naturelle et l’évidente profondeur de sa réflexion sur le jeu. Son flegme, son caractère distant, et une certaine réticence à communiquer lui valent rapidement le surnom de « Sphinx ». Humainement, il est célèbre pour son calme, énigmatique pour certains. Malgré son image, il est un entraîneur proche de ses joueurs, auxquels il accorde une grande confiance, aux dires de Jean-Michel Larqué, et qu'il défend si nécessaire, tel Jean-François Larios, auprès des dirigeants des clubs où ils sont partis. En match, Herbin parle peu et se lève rarement de son banc. Il n’est pas non plus un grand communicant envers les médias, encore à l'époque autorisés à entrer dans les vestiaires. Ses brèves prises de parole sont pourtant appréciées et souvent jugées intéressantes.  

« En dépit de son prestige et de sa réussite sportive, Roby ne s'est jamais écarté des chemins de la simplicité et de la modestie. [...] C'est l'un des côtés les plus sympathiques et les plus attachants de sa personnalité. Roby a toujours su écouter et regarder. [...] L'humanisme de Robert Herbin n'a rien de factice, de superficiel et, s'il se garde bien d'afficher ses sentiments, c'est qu'il est timide — eh oui ! — et pudique. On le dit froid, alors qu'il est sensible à tout, mais ses joies sont intérieures. Épris de calme et de réflexion, ses propos sont toujours mesurés aussi bien dans la victoire que dans la défaite. Saluons donc en Robert Herbin l'homme de sport qui a su créer son propre univers pour traverser les aléas et les obstacles d'une fonction exaltante mais délicate. »

— Michel Hidalgo, préface d’On m'appelle le Sphinx (1983)
Observateur attentif des succès du football italien (vainqueur de l'Euro 1968, finaliste de la Coupe du monde 1970) et de la révolution du « football total » incarnée par un Ajax d’Amsterdam au sommet de sa gloire, Herbin entend fonder le jeu des Verts sur la rigueur tactique et la puissance physique. « L’idéal, pour moi, c’est de construire le jeu comme Ajax et de défendre comme les Italiens », confiera-t-il ainsi à l’automne 1973. Il révolutionne immédiatement l'approche de l'entraînement, comme le souligne un de ses anciens joueurs, Pierre Repellini : « C'était un entraîneur novateur. Il a été précurseur de certaines pratiques footballistiques. (...) Il considérait par exemple que les footballeurs français n'étaient pas suffisamment forts sur le plan physique. Il a donc décidé d'instaurer une séance physique le mercredi matin, sans ballon, pour que l'on ait une condition physique supérieure... Et puis il y avait cette exigence, cette rigueur, cette importance accordée au travail. (...) Au-delà de cette rigueur, c'était facile de travailler avec lui ».
Sur le terrain, Herbin préfèrera très longtemps une disposition en 4-3-3 avec libero et véritables ailiers de débordement aux autres grandes options de l’époque, le « 4-3-3 sans ailiers » (dit aujourd'hui 4-3-2-1) des Anglais champions du monde 1966 ou le 4-4-2 qui commence à remplacer le « catenaccio » des années 60. En conséquence, ses défenseurs latéraux n’ont pas le rayonnement offensif que l’on connaît au poste de nos jours. Il est le premier en France à demander une implication de toute l’équipe, y compris les attaquants, dans le travail défensif à la perte du ballon. Contrairement à son prédécesseur Albert Batteux qui construisait l’animation offensive autour d’un véritable meneur de jeu, Herbin privilégie un système où l'un des deux milieux excentrés (typiquement Bereta, Larqué, ou Synaeghel) lance l’attaque au gré des circonstances.
Herbin doit faire face à ses débuts à la fin de cycle de sa propre génération qui marque le pas après quatre titres consécutifs de 1967 à 1970. Il peut compter pour cela sur un centre de formation sans égal ou presque à l'époque, nourri par l’incessant travail du même Pierre Garonnaire qui l’a recruté quinze ans plus tôt. Une ribambelle de jeunes (Gérard Janvion, Christian Lopez, Dominique Bathenay, Jacques Santini, Christian Synaeghel, et surtout Dominique Rocheteau) intègre petit à petit les cadres des Verts durant les saisons suivantes. Elle est renforcée par deux étrangers de classe mondiale (le maximum permis sur le terrain par les quotas de l’époque) qu’Herbin, conscient du manque de talent en France à ces postes, recrute dès 1972 : le gardien Ivan Ćurković et le stoppeur Oswaldo Piazza.
Les résultats sont d’abord hésitants en 1972-73 où les Verts terminent quatrièmes (non qualifiés pour l’Europe) sans jamais inquiéter le futur champion Nantes. Herbin est tout de même élu meilleur entraîneur français de l'année 1973 par France Football. La saison suivante, la mayonnaise a pris et les Stéphanois écrasent la concurrence, champions avec huit points d’avance (victoire à deux points) sur Nantes et vainqueurs de la Coupe. C’est le début de la seconde génération du grand Saint-Étienne, celle qui est restée dans l’histoire. 
Les Verts réalisent un nouveau doublé en 1974-75 et remportent un troisième titre consécutif en 1975-76. Entre le 13 mars 1974 et le 27 août 1975, ils demeurent invaincus au stade Geoffroy-Guichard en première division : une série de 28 rencontres victorieuses qui constitue le record national et débute par une victoire 2-1 contre le Nîmes Olympique lors de la 28e journée (2-1). Pendant 530 jours s'étalant sur trois saisons, l'ASSE gagne même systématiquement à domicile, jusqu'au 12 septembre 1975 contre le PSG (1-1).

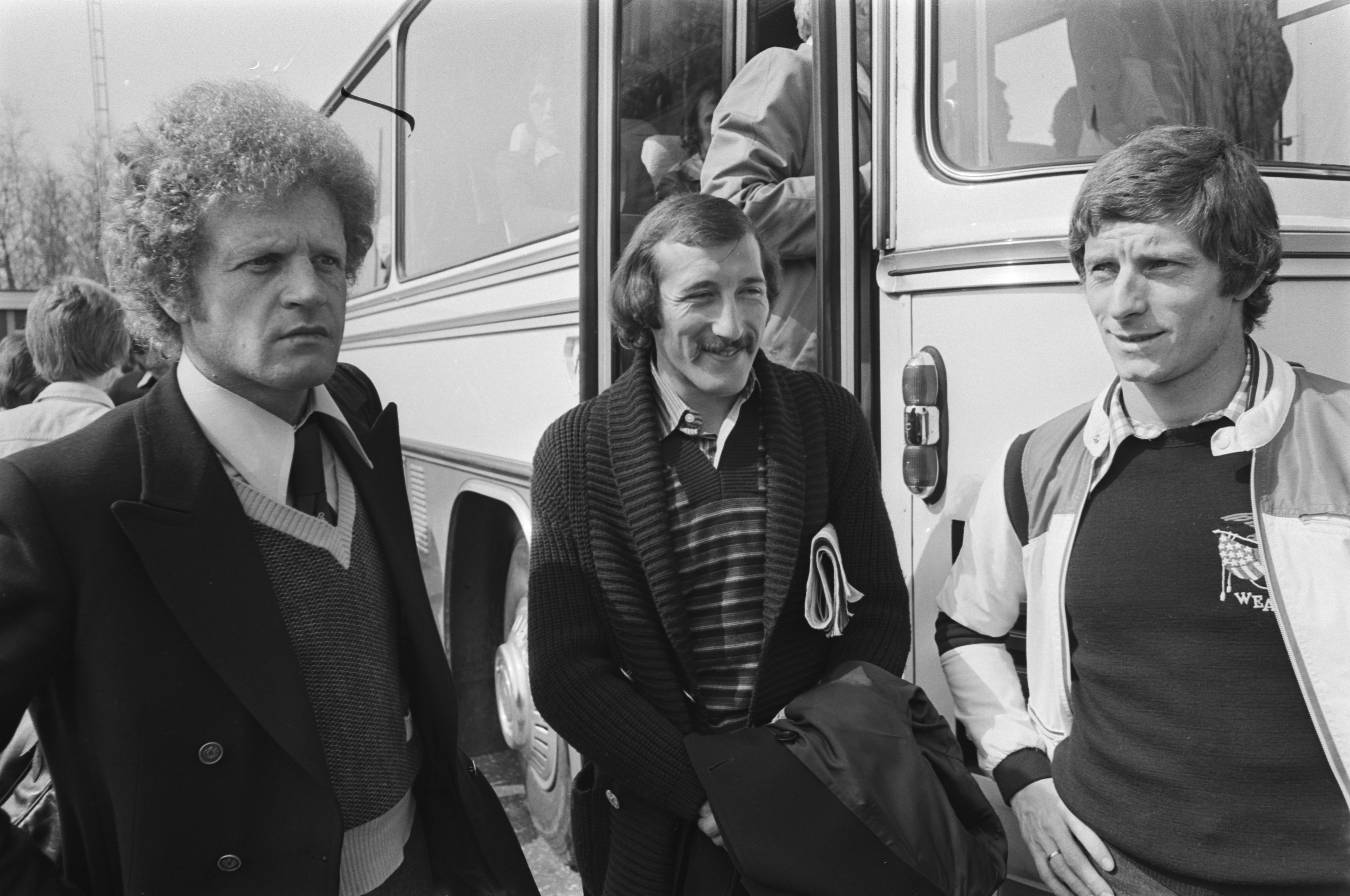
Herbin (à g.), Patrick Revelli (au c.) et Jean-Michel Larqué en 1976.

Mais c’est en Europe que ces Verts et leur entraîneur gagnent leurs lettres de noblesse. À l’occasion d’un sensationnel huitième de finale de Coupe des Champions 1974-75 contre Hajduk Split (1-4, 5-1 a.p.), puis d’un quart de finale gagné au courage face à Ruch Chorzów (2-3, 2-0), la France du football alors en pleine crise se découvre un champion doté d’une force de caractère et d’une capacité à rivaliser avec les meilleurs que l’on n’espérait plus. L’aventure se termine avec les honneurs en demi-finale face au Bayern Munich (0-0, 0-2), mais rendez-vous est pris pour la saison suivante.

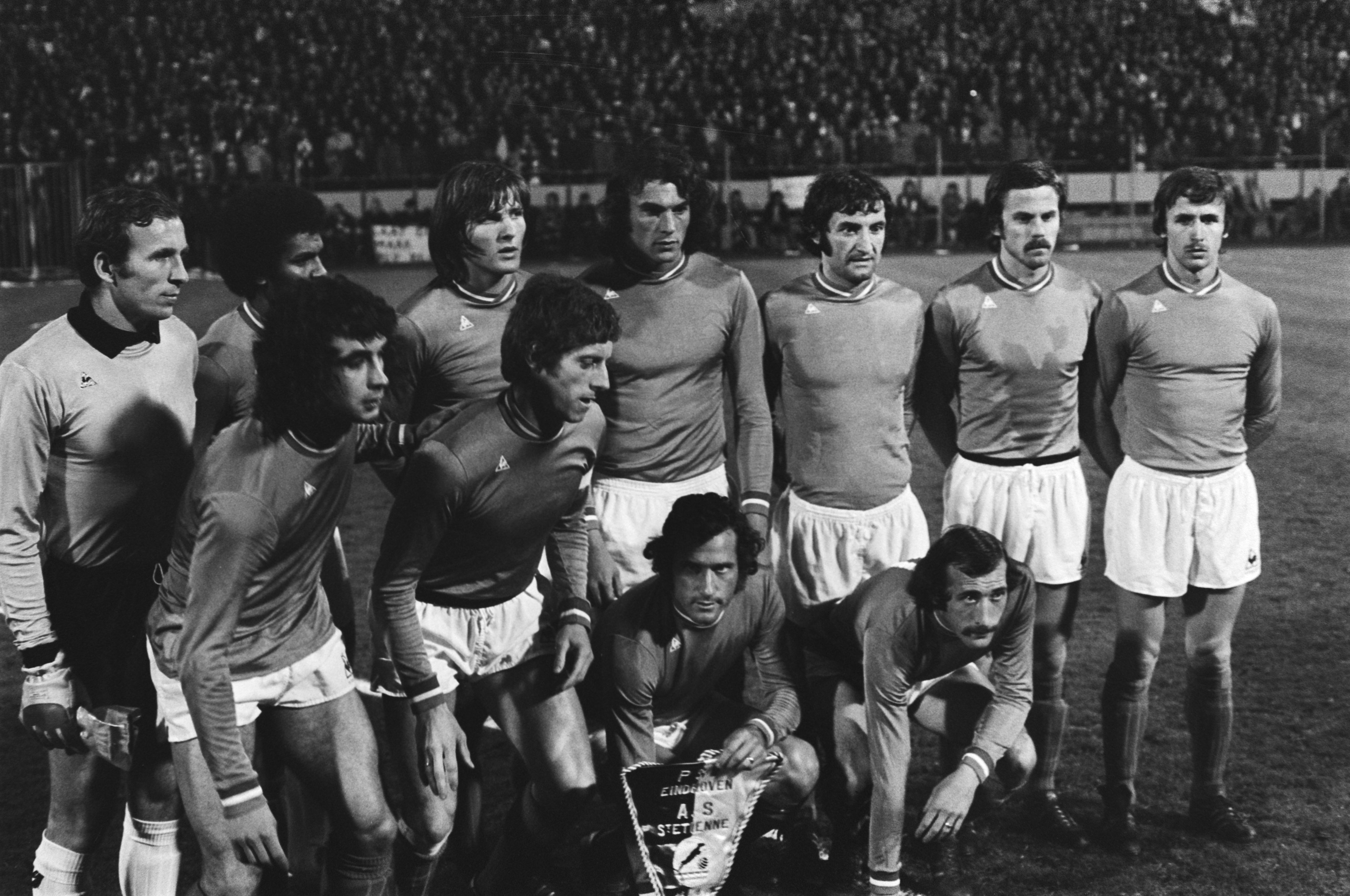
L'ASSE en 1976, ressemblant à l'équipe-type de Robert Herbin.

En C1 1975-1976, les idées d’Herbin trouvent leur aboutissement. Les jeunes pousses de 1972-74, renforcées par l’explosion de Dominique Rocheteau à l’été 1975, sont devenues un bloc indestructible qui s’en va presque naturellement éliminer les Glasgow Rangers en huitièmes (2-0, 2-1) sur leur propre terrain d’Ibrox où les clubs français souffrent en général le martyre, terrasse le Dynamo Kiev dans un quart de finale de légende (0-2, 3-0 a.p.), et domine le PSV Eindhoven en demi-finale (1-0, 0-0) après un combat physique sans pitié. Forte identité de jeu, solidarité sans faille, endurance à toute épreuve, volonté sans défaut : toutes les qualités qui ont porté Saint-Étienne jusqu’à frôler le sommet sont à mettre au crédit d’Herbin. Il faut pourtant que les célèbres poteaux carrés du Hampden Park de Glasgow et la valeur réelle du Bayern Munich voient les Verts échouer en finale, aux portes du but (0-1). Malgré la défaite, l'équipe défile le lendemain sur les Champs-Élysées et est reçue par le président Valéry Giscard d'Estaing. Robert Herbin est quant à lui élu meilleur entraîneur français de l'année 1976 par France Football, son deuxième titre après celui obtenu en 1973.
Glasgow a cependant brisé quelque chose au sein du club. En 1976-77, les Stéphanois sont rapidement distancés en Championnat, qu’ils finissent cinquièmes, et ne se qualifient pour l’Europe que par le biais d’une laborieuse victoire sur Reims (2-1) en finale de la Coupe de France. En Coupe des Champions, ils sont défaits en quarts de finale dans un dramatique choc avec Liverpool (1-0, 1-3) qui sonne comme la fin d’une histoire. Au premier tour de la Coupe des Coupes 1977-78, une élimination sans bavure par Manchester United (1-1, 0-2) mettra d’ailleurs un point final à l’épopée de ces Verts. Le message d’Herbin ne passe plus aussi bien, des dissensions apparaissent dans le vestiaire et voient le capitaine Jean-Michel Larqué débarqué sans ménagement à l’été 1977 à destination du Paris Saint-Germain.

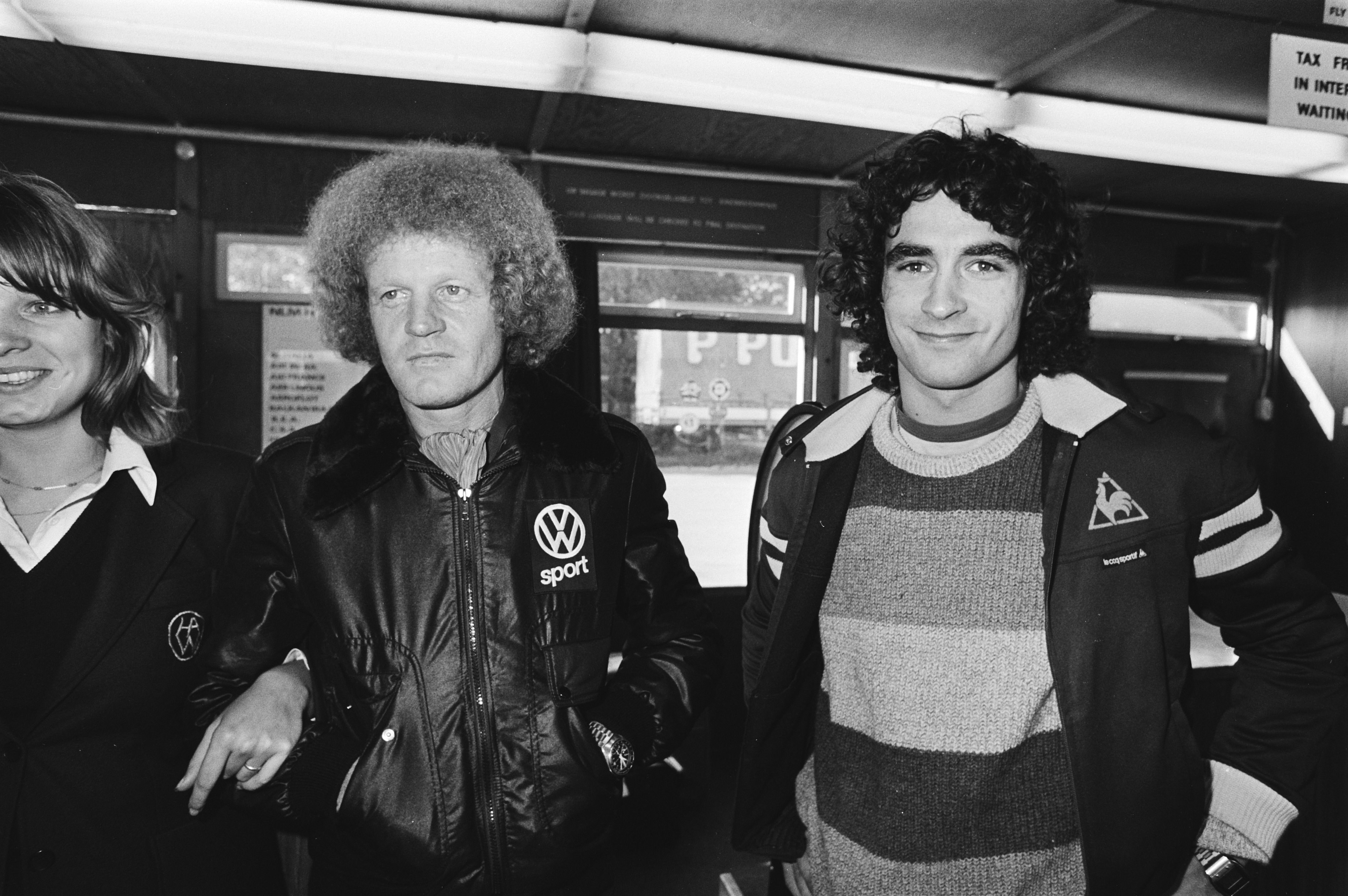
Herbin (à g.) et Dominique Rocheteau en octobre 1979.

Là où un club changerait en général d’entraîneur, le président Roger Rocher maintient sa confiance à Herbin et décide à la place un changement de politique sportive. En 1978 et 1979, une série de recrues de gros calibre (Jacques Zimako, Jean-François Larios, Bernard Lacombe, Johnny Rep, et surtout Michel Platini) vient rajeunir les cadres et ouvrir un club un peu fermé sur lui-même. Herbin adapte l’animation offensive de l’équipe pour l’axer sur Platini et les résultats reviennent. Septième en 1977-78, troisième en 1978-79 et en 1979-80, Saint-Étienne remporte finalement son dixième titre de champion (le dernier à ce jour) en 1980-81. Mais en Europe, les Stéphanois ne renouent pas avec les grandes heures. Ils se hissent bien en quarts de finale de la Coupe de l’UEFA en 1979-80 et 1980-81 mais explosent les deux fois en vol (1-4, 0-2 face au Borussia Mönchengladbach, 1-4, 1-3 face à Ipswich Town) contre des adversaires dont la cohésion et la puissance physique évoquent cruellement des versions revues et corrigées des Verts conquérants de 1976.

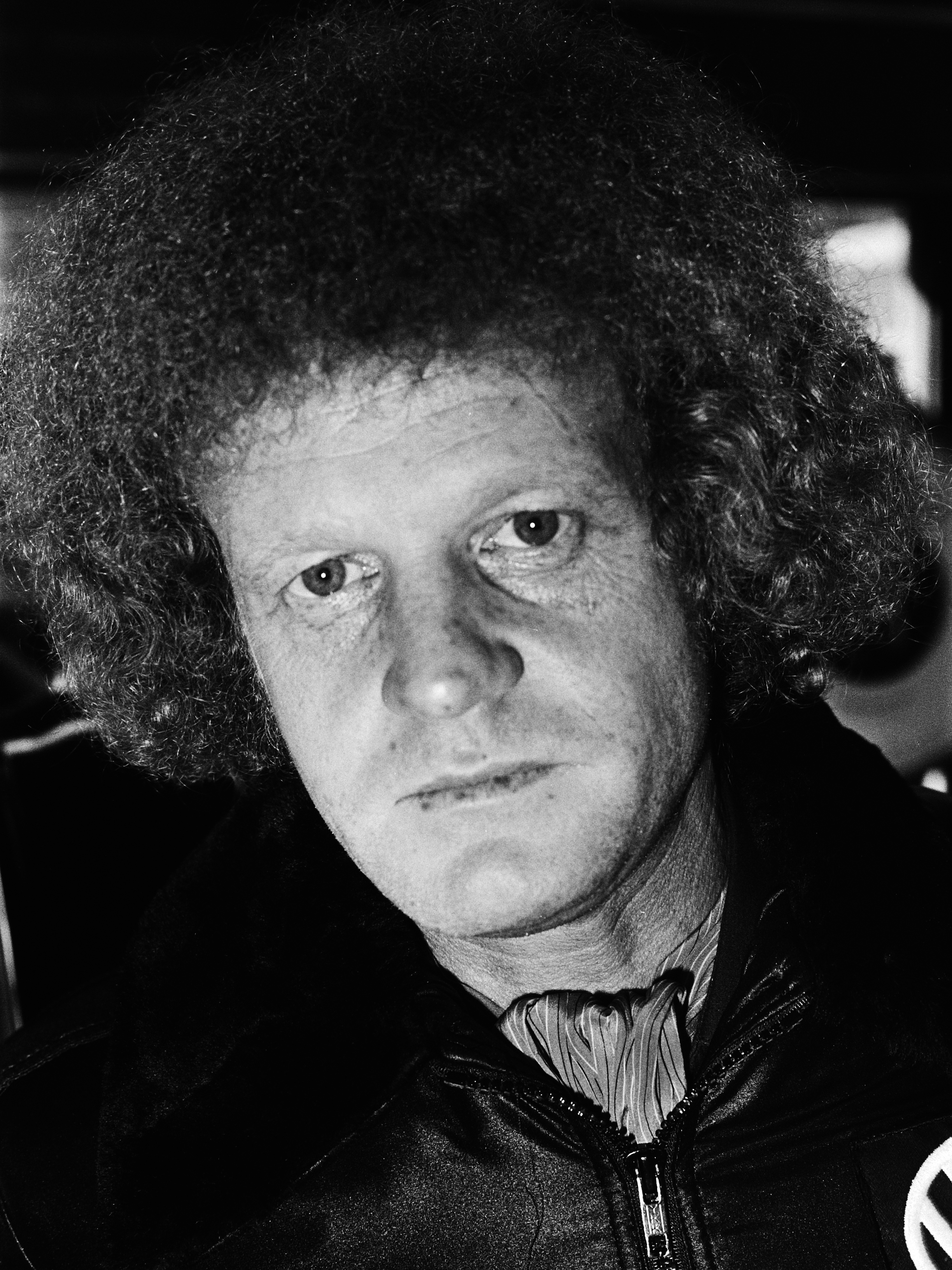
Robert Herbin et son visage fermé en 1979.

L’usure est évidente à tous les niveaux mais ni Rocher, ni Herbin ne semblent se remettre en question. Une deuxième place en 1981-82, à la lutte jusqu’à la dernière journée avec le champion Monaco, paraît d’abord leur donner raison, mais 1982-83 tourne à la catastrophe. Herbin semble avoir perdu un vestiaire affaibli par le départ de Platini pour la Juventus et l’équipe est engluée en milieu de tableau quand éclate l'affaire de la « caisse noire ». Le club est déchiré pendant des mois par la lutte pour le pouvoir qui oppose Roger Rocher aux dissidents pilotés par André Buffard. Herbin prend le parti de la réforme et conserve d’abord son poste à la démission de Rocher mais est limogé en janvier 1983 faute de pouvoir stopper la dégringolade au classement. Saint-Étienne finira quatorzième et descendra en Division 2 la saison suivante.

### Expériences ultérieures sur le banc
Dès février 1983, Robert Herbin est engagé par le rival régional, l'Olympique lyonnais, alors à l'agonie. Malgré de réels progrès en trois mois seulement, Herbin ne peut éviter la relégation en Division 2. Il continue ensuite de diriger l’OL pendant deux saisons en D2 mais n’arrive pas à décrocher la remontée et son contrat n’est pas renouvelé.
Robert Herbin part alors s'exiler en Arabie saoudite à l’Al-Nassr Riyad, avec Hervé Gauthier comme adjoint. Il n’y demeure qu’une saison avant de revenir chercher un nouveau défi en France. Il rejoint un temps le FC Valence, en Division 3, en tant que conseiller, puis remplace Francis Piasecki à la tête du RC Strasbourg en septembre 1986, sous l’ère du président Daniel Hechter. Il a pour adjoint Freddy Zix qui dirige les séances d'entraînement sur le terrain. Herbin ne parvient pas à redresser la barre d’une équipe engluée dans le ventre mou de la deuxième division et quitte le club au terme de la saison.
À l’été 1987, c’est le coup de théâtre avec l’annonce du retour d’Herbin à Saint-Étienne, qui vient de se maintenir difficilement après être remonté en Première Division la saison précédente. C’est la famille Guichard, actionnaire influent, qui a exigé ce retour auprès du président André Laurent. La saison 1987-88 est très satisfaisante avec une prometteuse quatrième place, mais l’élan ne dure pas. Le caractère entier et distant d’Herbin, ses principes d’exigence et de fidélité à son club de toujours le mettent en porte-à-faux de plus en plus accentué avec de nouvelles générations plus individualistes, éduquées depuis leur plus jeune âge dans une société devenue permissive. Les Verts retombent en milieu de tableau et Herbin quitte l'ASSE au printemps 1990.
En 1991, Robert Herbin prend la tête de l'équipe du Red Star, à l’époque bien établi en Division 2. Il demande à Pierre Repellini, joueur sous ses ordres à Saint-Étienne, d'être son adjoint à partir de 1992. Comme il l’avait fait à Saint-Étienne, Herbin s’appuie sur les jeunes du centre de formation, dont Steve Marlet qu'il fait débuter en professionnel, et permet au club de viser la D1. La montée espérée ne se réalise pourtant pas, avec comme meilleur résultat une quatrième place en 1992-93, et Herbin quitte le club à la fin de son contrat à l’été 1995.
Durant toute cette période, Robert Herbin siège également au Conseil fédéral de la Fédération française de football qu’il quitte à la fin des années 1990. Il accepte de revenir une troisième fois à l'AS Saint-Étienne en 1997 comme directeur sportif aux côtés de Pierre Repellini sur le banc. L’ASSE, retombée en Division 2 et financièrement aux abois, flirte avec la relégation en National toute la saison et se sauve in extremis, dix-septième et premier non-relégable. Robert Nouzaret remplace Repellini à l’été 1998, Robert Herbin fait également son départ et se retire définitivement du monde du football.

### Retraite

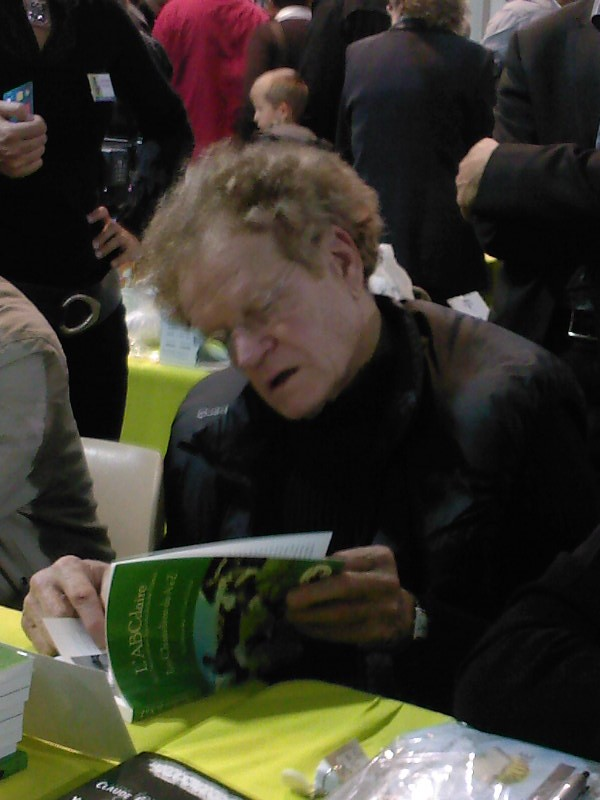
Herbin en 2009.

Par la suite, il vit les dernières années de sa vie en reclus, « avec sa musique et ses chiens » aux dires de ses quelques proches, dans sa villa sur les hauteurs de L'Étrat, près de Saint-Étienne, confronté à de graves problèmes d'alcool et de tabagisme,,. Jusqu'à ses derniers jours, il publie cependant à titre bénévole une chronique après chaque match de championnat de l'ASSE dans le quotidien régional Le Progrès.
Admis à l'hôpital nord de Saint-Étienne pour des problèmes cardiaques le 21 avril 2020, il y décède une semaine après, le 27 avril 2020. Les hommages sont unanimes : Laurent Paganelli et Jean-François Larios, joueurs sous ses ordres à l'ASSE, disent par exemple perdre « un guide » pour l'un, « un père » pour l'autre, ; Noël Le Graët, président de la FFF, le considère comme « un monument du football ».
À l’annonce du décès, le quotidien sportif L'Équipe publie « le onze de légende de Robert Herbin » : Ivan Ćurković - Gérard Janvion, Oswaldo Piazza, Christian Lopez, Gérard Farison - Jean-Michel Larqué, Christian Synaeghel, Dominique Bathenay - Dominique Rocheteau, Hervé Revelli, Georges Bereta. Les remplaçants sont Patrick Revelli, Jacques Santini, Jean-François Larios et Christian Sarramagna.
En septembre 2021, l'ASSE donne officiellement le nom de « centre Robert-Herbin » à son complexe sportif de L'Étrat.

## Palmarès

### Joueur
- Championnat de France (6)
  - Champion : 1964, 1967, 1968, 1969, 1970, 1975[33]
- Coupe de France (3)
  - Vainqueur : 1962, 1968 et 1970
- Challenge des champions (3)
  - Vainqueur : 1962, 1967 et 1969

### Entraîneur
- Championnat de France (4)
  - Champion : 1974, 1975, 1976 et 1981
  - Vice-champion : 1982
- Coupe de France (3)
  - Vainqueur : 1974, 1975 et 1977
  - Finaliste : 1981 et en 1982
- Coupe d'Europe des clubs champions
  - Finaliste : 1976
  - Demi-finaliste : 1975
  - Quart-de-finale en 1977
- Coupe UEFA
  - Quart de finale en 1980 et 1981
- Élu entraîneur français de l'année par France Football en 1973 et en 1976[11].

## Statistiques

### Joueur (club)
| Saison                | Club                  | Championnat           | Championnat | Championnat | Coupe(s) nationale(s) | Coupe(s) nationale(s) | Supercoupe | Supercoupe | Compétition(s) continentale(s) | Compétition(s) continentale(s) | Compétition(s) continentale(s) | Coupe C. Drago | Coupe C. Drago | France | France | Total | Total |
| Saison                | Club                  | Division              | M.          | B.          | M.                    | B.                    | M.         | B.         | Comp.                          | M.                             | B.                             | M.             | B.             | M.     | B.     | M.    | B.    |
| 1957-1958             | AS Saint-Étienne      | Division 1            | 24          | 2           | 2                     | 0                     | -          | -          | -                              | -                              | -                              | 4              | 0              | -      | -      | 30    | 2     |
| 1958-1959             | AS Saint-Étienne      | Division 1            | 32          | 0           | 1                     | 0                     | -          | -          | -                              | -                              | -                              | 1              | 0              | -      | -      | 34    | 0     |
| 1959-1960             | AS Saint-Étienne      | Division 1            | 27          | 2           | 6                     | 0                     | -          | -          | -                              | -                              | -                              | -              | -              | 1      | 0      | 34    | 2     |
| 1960-1961             | AS Saint-Étienne      | Division 1            | 9           | 1           | 2                     | 0                     | -          | -          | -                              | -                              | -                              | -              | -              | -      | -      | 11    | 1     |
| 1961-1962             | AS Saint-Étienne      | Division 1            | 24          | 3           | 6                     | 0                     | 1          | 1          | -                              | -                              | -                              | -              | -              | 1      | -      | 32    | 4     |
| 1962-1963             | AS Saint-Étienne      | Division 2            | 30          | 15          | -                     | -                     | -          | -          | C2                             | 2                              | 0                              | 4              | 2              | 3      | 0      | 39    | 17    |
| 1963-1964             | AS Saint-Étienne      | Division 1            | 33          | 10          | 2                     | 0                     | -          | -          | -                              | -                              | -                              | -              | -              | 4      | 1      | 39    | 11    |
| 1964-1965             | AS Saint-Étienne      | Division 1            | 33          | 4           | 5                     | 1                     | -          | -          | C1                             | 2                              | 0                              | -              | -              | 4      | 0      | 44    | 5     |
| 1965-1966             | AS Saint-Étienne      | Division 1            | 36          | 26          | 1                     | 0                     | -          | -          | -                              | -                              | -                              | -              | -              | 5      | 0      | 42    | 26    |
| 1966-1967             | AS Saint-Étienne      | Division 1            | 20          | 6           | 2                     | 0                     | 1          | 0          | -                              | -                              | -                              | -              | -              | 1      | -      | 24    | 6     |
| 1967-1968             | AS Saint-Étienne      | Division 1            | 27          | 3           | 6                     | 1                     | -          | -          | C1                             | 3                              | 2                              | -              | -              | 3      | 2      | 39    | 8     |
| 1968-1969             | AS Saint-Étienne      | Division 1            | 26          | 6           | 3                     | 0                     | -          | -          | C1                             | 2                              | 0                              | -              | -              | 1      | 0      | 32    | 6     |
| 1969-1970             | AS Saint-Étienne      | Division 1            | 18          | 4           | 8                     | 2                     | 1          | 0          | C1                             | 3                              | 0                              | -              | -              | -      | -      | 30    | 6     |
| 1970-1971             | AS Saint-Étienne      | Division 1            | 35          | 5           | 4                     | 1                     | -          | -          | C1                             | 2                              | 0                              | -              | -              | -      | -      | 41    | 6     |
| 1971-1972             | AS Saint-Étienne      | Division 1            | 38          | 1           | 2                     | 0                     | -          | -          | C3                             | 2                              | 0                              | -              | -              | -      | -      | 42    | 1     |
| Sous-total            | Sous-total            | Sous-total            | 412         | 88          | 50                    | 5                     | 3          | 1          | -                              | 16                             | 2                              | 9              | 2              | 23     | 3      | 513   | 101   |
| 1974-1975             | AS Saint-Étienne      | Division 1            | 1           | 1           | -                     | -                     | -          | -          | -                              | -                              | -                              | -              | -              | -      | -      | 1     | 1     |
| Total sur la carrière | Total sur la carrière | Total sur la carrière | 413         | 89          | 50                    | 5                     | 3          | 1          | -                              | 16                             | 2                              | 9              | 2              | 23     | 3      | 514   | 102   |

### Joueur (équipe de France)
| Compétition    | MJ | V | N | D  |
| -------------- | -- | - | - | -- |
| Match amical   | 10 | - | 4 | 6  |
| Coupe du monde | 2  | - | 1 | 1  |
| Qualif. CdM    | 4  | 3 | - | 1  |
| Euro           | 1  | - | - | 1  |
| Qualif. Euro   | 6  | 3 | 2 | 1  |
| Total          | 23 | 6 | 7 | 10 |

| Détails des sélections en équipe de France | Détails des sélections en équipe de France | Détails des sélections en équipe de France | Détails des sélections en équipe de France | Détails des sélections en équipe de France | Détails des sélections en équipe de France | Détails des sélections en équipe de France |
| #                                          | Date                                       | Domicile                                   | Score                                      | Extérieur                                  | Compétition                                | Notes                                      |
| ------------------------------------------ | ------------------------------------------ | ------------------------------------------ | ------------------------------------------ | ------------------------------------------ | ------------------------------------------ | ------------------------------------------ |
| 23                                         | 17 octobre 1968                            | France                                     | 1 - 3                                      | Espagne                                    | A                                          |                                            |
| 22                                         | 6 avril 1968                               | France                                     | 1 - 1                                      | Yougoslavie                                | qualif. Euro 1968                          |                                            |
| 21                                         | 28 octobre 1967                            | France                                     | 1 - 1                                      | Belgique                                   | qualif. Euro 1968                          | 84e                                        |
| 20                                         | 17 septembre 1967                          | Pologne                                    | 1 - 4                                      | France                                     | qualif. Euro 1968                          | 13e 85e                                    |
| 19                                         | 20 juillet 1966                            | Angleterre                                 | 2 - 0                                      | France                                     | Coupe du monde 1966                        |                                            |
| 18                                         | 13 juillet 1966                            | France                                     | 1 - 1                                      | Mexique                                    | Coupe du monde 1966                        |                                            |
| 17                                         | 5 juin 1966                                | Union soviétique                           | 3 - 3                                      | France                                     | A                                          |                                            |
| 16                                         | 20 avril 1966                              | France                                     | 0 - 3                                      | Belgique                                   | A                                          |                                            |
| 15                                         | 19 mars 1966                               | France                                     | 0 - 0                                      | Italie                                     | A                                          |                                            |
| 14                                         | 15 septembre 1965                          | Norvège                                    | 0 - 1                                      | France                                     | qualif. Mondial 1966                       |                                            |
| 13                                         | 3 juin 1965                                | France                                     | 0 - 0                                      | Argentine                                  | A                                          |                                            |
| 12                                         | 18 avril 1965                              | Yougoslavie                                | 1 - 0                                      | France                                     | qualif. Mondial 1966                       |                                            |
| 11                                         | 11 novembre 1964                           | France                                     | 1 - 0                                      | Norvège                                    | qualif. Mondial 1966                       |                                            |
| 10                                         | 4 octobre 1964                             | Luxembourg                                 | 0 - 2                                      | France                                     | qualif. Mondial 1966                       |                                            |
| 9                                          | 25 avril 1964                              | France                                     | 1 - 3                                      | Hongrie                                    | qualif. Euro 1964                          |                                            |
| 8                                          | 25 décembre 1963                           | France                                     | 1 - 2                                      | Belgique                                   | A                                          | 33e                                        |
| 7                                          | 11 novembre 1963                           | France                                     | 2 - 2                                      | Suisse                                     | A                                          |                                            |
| 6                                          | 26 octobre 1963                            | France                                     | 3 - 1                                      | Bulgarie                                   | qualif. Euro 1964                          | 44e 78e                                    |
| 5                                          | 28 avril 1963                              | France                                     | 2 - 3                                      | Brésil                                     | A                                          |                                            |
| 4                                          | 17 avril 1963                              | Pays-Bas                                   | 1 - 0                                      | France                                     | A                                          |                                            |
| 3                                          | 27 février 1963                            | France                                     | 5 - 2                                      | Angleterre                                 | qualif. Euro 1964                          |                                            |
| 2                                          | 11 avril 1962                              | France                                     | 1 - 3                                      | Pologne                                    | A                                          |                                            |
| 1                                          | 6 juillet 1960                             | France                                     | 4 - 5                                      | Yougoslavie                                | Euro 1960                                  |                                            |

### Entraîneur
Robert Herbin est l'entraîneur le plus capé de l'histoire de l'AS Saint-Étienne avec 514 matchs sur le banc stéphanois. Il en gagne presque la moitié (256 victoires, 49,8%). La FFF compte 637 matches sur le banc de l'ASSE pour Herbin.